# Botola Pro
De Botola Pro is de hoogste voetbaldivisie in Marokko die door de Marokkaanse voetbalbond (FMRF) wordt georganiseerd. Sinds 1956 wordt de competitie zelfstandig georganiseerd. De zestien deelnemende clubs spelen een complete competitie om te bepalen wie zich landskampioen mag noemen. De onderste twee degraderen aan het eind van het seizoen en worden vervangen door de nummers 1 en 2 van de Botola 2.

## Geschiedenis

### Ontstaan
De Marokkaanse competitie werd georganiseerd in 1911 door de Franse voetbalbond, in zijn protectoraat in Marokko. De competitie heeft een aantal veranderingen ondergaan. Zo groeide de competitie in het seizoen 1958-1959 tot 14 clubs, in het seizoen 1966-1967 werden er twee clubs bijgevoegd, waardoor het aantal op zestien kwam, en tot op heden heeft de competitie nog steeds hetzelfde aantal clubs. Sinds het jaar 1956 wordt de competitie georganiseerd door de FRMF.
Aan het einde van het seizoen 1996-1997, werd een nieuwe professionele voetbalcompetitie opgericht. De tweede divisie werd ingevoerd om voor een betere doorstroming te zorgen tussen het betaald en het amateurvoetbal.

### Naamswijzigingen
Vanaf het seizoen 1996-1997 besloot de Marokkaanse voetbalbond FRMF de eerste divisie en de tweede divisie een officiële naam te geven. Beide competities kregen GNF (Groupement National de Football) als naam, de GNF 1 voor de hoogste voetbalafdeling, en de GNF 2 voor de tweede divisie.
In 2000 wist de Marokkaanse voetbalbond een officiële en belangrijkste sponsor te vinden voor de Marokkaanse profcompetities: Maroc Telecom tekende een contract tot 2009.
In de voorbereiding van het seizoen 2015-2016 tekenden de Marokkaanse voetbalbond en Maroc Telecom een nieuw contract tot medio 2019. Dit resulteerde in de nieuwe naam Botola Maroc Telecom.

## Competitie
De Botola telt zestien clubs. De competitie start gewoonlijk in de loop van de maand oktober en eindigt meestal in de maand juni, waarbij in januari een winterstop gehouden wordt. De volgorde waarop de positie op de ranglijst wordt bepaald, hangt af van achtereenvolgens: het aantal wedstrijdpunten, het aantal verliespunten, het aantal gewonnen wedstrijden, het doelsaldo en het aantal gemaakte doelpunten. Onderlinge resultaten tellen niet. Wanneer aan het eind van het seizoen twee (of meer) teams gelijk staan, eindigen deze gelijk op de ranglijst. Als er een kampioenschap, plaatsing Afrikaans voetbal of directe degradatie op het spel staat, wordt er gekeken naar het aantal gewonnen wedstrijden of anders een beslissingswedstrijd.

### Kampioenschap
De winnaar van de Botola is de kampioen betaald voetbal van Marokko. Als landskampioen mag die club ook deelnemen aan de CAF Champions League.

### Aantal deelnemers aan de Afrikaanse toernooien
De CAF organiseert de Afrikaanse toernooien "Champions League" en de "CAF Confederation Cup". De CAF bepaalt op basis van de clubprestaties van een land in de afgelopen vijf seizoenen met hoeveel clubs een land mag deelnemen aan deze toernooien. Hiertoe zijn de CAF-coëfficiënten opgesteld.

### Deelnemende clubs aan de Afrikaanse toernooien
Welke club aan welk toernooi deelneemt, hangt af van de plaats op de eindstand van de competitie. Daarnaast plaatst ook de winnaar van de Coupe du Trône zich voor de Confederation Cup.
De deelnemers voor het seizoen 2017/18 worden als volgt bepaald:
| Pos. na 30 ronden | Resultaat                           |
| ----------------- | ----------------------------------- |
| Kampioen          | CAF Champions League, voorronde     |
| Nummer 2          | CAF Champions League, voorronde     |
| Nummer 3          | CAF Confederation Cup, eerste ronde |
| Bekerwinnaar      | CAF Confederation Cup, voorronde    |

### Promotie/degradatie
De nummers vijftien en zestien in de eindstand degraderen rechtstreeks naar de Botola Pro 2, terwijl de winnaar en de nummer twee van de eerste divisie de opengevallen plaatsen innemen.

## Mediarechten
De Marokkaanse voetbalbond heeft zelf vier officiële tv-partners die de wedstrijden van de Marokkaanse competitie uitzenden. De bekendste, en de zender die het meeste uitzendt, is Arryadia. Verder zenden ook 2M TV, Al Aoula en BeIN Sports wedstrijden van de nationale competitie uit.

## Titels per club
| Rang | Clubs                    | Titels | Seizoen |
| ---- | ------------------------ | ------ | --- |
| 1    | Wydad Casablanca         | 17     | 1957/58, 1965/66, 1968/69, 1975/76, 1976/77, 1977/78, 1985/86, 1989/90, 1990/91, 1992/93, 2005/06, 2009/10, 2014/15, 2016/17, 2018/19, 2020/21, 2021/22 |
| 2    | Raja Casablanca          | 13     | 1987/88, 1995/96, 1996/97, 1997/98, 1998/99, 1999/00, 2000/01, 2003/04, 2008/09, 2010/11, 2012/13, 2019/20, 2023/24                                     |
| 3    | FAR Rabat                | 13     | 1960/61, 1961/62, 1962/63, 1963/64, 1966/67, 1967/68, 1969/70, 1983/84, 1986/87, 1988/89, 2004/05, 2007/08, 2022/23                                     |
| 4    | Maghreb Fez              | 4      | 1964/65, 1978/79, 1982/83, 1984/85 |
| 4    | KAC Kenitra              | 4      | 1959/60, 1972/73, 1980/81, 1981/82 |
| 6    | Moghreb Athletic Tétouan | 2      | 2011/12, 2013/14 |
| 6    | Hassania Agadir          | 2      | 2001/02, 2002/03 |
| 6    | Kawkab Marrakech         | 2      | 1957/58, 1991/92 |
| 10   | FUS Rabat                | 1      | 2015/16 |
| 10   | RS Berkane               | 1      | 2024/25 |
| 10   | Ittihad Tanger           | 1      | 2017/18 |
| 10   | Olympique Khouribga      | 1      | 2006/07 |
| 10   | CODM de Meknes           | 1      | 1994/95 |
| 10   | Olympique Casablanca     | 1      | 1993/94 |
| 10   | Chabab Mohammedia        | 1      | 1979/80 |
| 10   | Mouloudia Oujda          | 1      | 1974/75 |
| 10   | Raja Beni Mellal         | 1      | 1973/74 |
| 10   | Racing Casablanca        | 1      | 1971/72 |
| 10   | RS Settat                | 1      | 1970/71 |
| 10   | Étoile de Casablanca     | 1      | 1958/59 |

## Teams 2019/2020
De volgende teams nemen deel aan de Botola Pro tijdens het seizoen 2019/2020
| Club                     | Klassement 2018-2019 | Trainer            | Stadion                      | Capaciteit | Laatste promotie |
| ------------------------ | -------------------- | ------------------ | ---------------------------- | ---------- | ---------------- |
| Wydad Casablanca         | 1                    | Sébastien Desabre  | Stade Mohamed V              | 67.000     | 1956             |
| Raja Casablanca          | 2                    | Jamal Sellami      | Stade Mohamed V              | 67.000     | 1956             |
| Hassania Agadir          | 3                    | Mustapha Ouchrif   | Stade Adrar                  | 45.480     | 1996             |
| Olympique Safi           | 4                    | Mohamed Guisser    | Stade El Massira             | 15.000     | 2004             |
| Ittihad Tanger           | 5                    | Juan Pedro Benali  | Stade Ibn Batouta            | 45.000     | 2015             |
| RSB Berkane              | 6                    | Tarik Sektioui     | Stade Municipal de Berkane   | 30.000     | 2012             |
| Youssoufia Berrechid     | 7                    | Ferid Chouchane    | Stade Municipal de Berrechid | 10.000     | 2017             |
| Difaa El Jadida          | 8                    | Abdelkader Amrani  | Stade El Abdi                | 15.000     | 2005             |
| FUS de Rabat             | 9                    | Mustapha El Khalfi | Stade de FUS                 | 20.000     | 2009             |
| Rapide Oued Zem          | 10                   | Mounir Chebil      | Stade Municipal de Oued      | 05.000     | 2017             |
| Olympique Khouribga      | 11                   | Ahmad Al-Ajlani    | Stade du Phosphate           | 11.000     |                  |
| Mouloudia Oujda          | 12                   | Abdelhak Benchikha | Stade Honneur                | 35.000     | 2018             |
| Moghreb Athletic Tétouan | 13                   | Angel Viadero      | Stade Saniat Rmel            | 15.000     | 2005             |
| FAR Rabat                | 14                   | Abderrahim Talib   | Stade Moulay AbdAllah        | 53.000     | 1959             |
| Khemis Zemamra           | Botola 2             | Said Chiba         | Stade Municipal de Zemamra   | 01.000     | 2019             |
| Raja de Beni Mellal      | Botola 2             | Mohamed Medihi     | Stade Honneur de Beni Mellal | 15.000     | 2019             |

## Seizoenen 1ste klasse
- 65 = Aantal seizoenen dat clubs in eerste klasse speelden sinds de onafhankelijkheid. De clubs die in 2020/21 in 1ste klasse spelen staan vetgedrukt.

| Club                          | /65 | Seizoenen (1956-2021)                                                                         |
| ----------------------------- | --- | --------------------------------------------------------------------------------------------- |
| Wydad AC Casablanca           | 65  | 1956-                                                                                         |
| Raja Casablanca               | 65  | 1956-                                                                                         |
| FAR Rabat                     | 61  | 1959-1965, 1966-                                                                              |
| Maghreb Fez                   | 58  | 1956-1995, 1997-2016, 2020-                                                                   |
| FUS Rabat                     | 56  | 1956-1961, 1962-1995, 1998-2003, 2007-2008, 2009-                                             |
| Kawkab Marrakech              | 51  | 1956-1968, 1970-1972, 1973-1976, 1978-1980, 1985-2011, 2013-2019                              |
| Difaa El Jadida               | 51  | 1956-1960, 1966-1987, 1988-1993, 1994-1999, 2005-                                             |
| Mouloudia Oujda               | 49  | 1956-1988, 1992-1999, 2003-2009, 2015-2016, 2018-                                             |
| KAC Kenitra                   | 48  | 1956-1965, 1966-1974, 1976-1995, 2002-2004, 2007-2017                                         |
| Hassania Agadir               | 44  | 1958-1959, 1960-1968, 1971-1972, 1981-1982, 1986-1994, 1996-                                  |
| Chabab Mohammedia             | 40  | 1961-1984, 1985-1988, 1993-2001, 2002-2006, 2008-2009, 2020-                                  |
| Olympique Khouribga           | 37  | 1983-1984, 1995-2020                                                                          |
| Renaissance de Settat         | 36  | 1965-1979, 1980-1988, 1989-1998, 1999-2004                                                    |
| Omnisport de Meknes           | 32  | 1964-1966, 1968-1969, 1975-1987, 1988-1989, 1994-2008, 2011-2013                              |
| Moghreb Athletic Tétouan      | 30  | 1956-1957, 1960-1963, 1965-1966, 1970-1971, 1974-1977, 1979-1981, 1990-1991, 1995-1996, 2005- |
| TAS de Casablanca             | 25  | 1956-1959, 1960-1962, 1964-1971, 1972-1978, 1990-1991, 1995-1996, 1999-2003                   |
| US Sidi Kacem                 | 25  | 1967-1977, 1978-1982, 1983-1991, 1993-1994, 1995-1997                                         |
| Ittihad Tanger                | 23  | 1962-1963, 1987-1996, 1997-1998, 2001-2007, 2015-                                             |
| Jeunesse Massira              | 22  | 1986-1990, 1994-2012                                                                          |
| Raja de Beni Mellal           | 21  | 1966-1968, 1969-1976, 1977-1981, 1991-1993, 1998-2002, 2012-2013, 2019-2020                   |
| AS Salé                       | 20  | 1969-1970, 1973-1982, 1984-1987, 2003-2007, 2008-2010, 2013-2014                              |
| Racing de Casablanca          | 19  | 1956-1973, 2000-2001, 2017-2018                                                               |
| Olympique Safi                | 18  | 1957-1958, 2004-                                                                              |
| Renaissance de Berkane        | 17  | 1977-1978, 1980-1987, 2012-                                                                   |
| Ittihad Zemmouri de Khémisset | 14  | 1972-1974, 2000-2010, 2011-2012, 2014-2015                                                    |
| Stade Marocain                | 13  | 1956-1960, 1961-1969, 2001-2002                                                               |
| Étoile de Casablanca          | 10  | 1958-1962, 1963-1964, 1968-1970, 1976-1979                                                    |
| Wydad de Fès                  | 10  | 1989-1990, 1996-2000, 2009-2014                                                               |
| Chabab Rif Al Hoceima         | 9   | 2010-2019                                                                                     |
| Olympique Casablanca          | 8   | 1987-1995                                                                                     |
| Renaissance de Kenitra        | 6   | 1981-1987                                                                                     |
| US Mohammedia                 | 6   | 1979-1982, 1985-1988                                                                          |
| Sporting de Salé              | 6   | 1994-2000                                                                                     |
| Union Touarga                 | 5   | 1980-1981, 1982-1983, 1986-1987, 2004-2006                                                    |
| Ittihad Riadi Fkih Ben Salah  | 4   | 1980-1984                                                                                     |
| Rapide Oued Zem               | 4   | 2017-                                                                                         |
| Youssoufia Berrechid          | 3   | 2018-                                                                                         |
| CA Khénifra                   | 3   | 2014-2015, 2016-2018                                                                          |
| Chabab Sakia Hamra            | 3   | 1984-1987                                                                                     |
| Hilal de Nador                | 3   | 1986-1989                                                                                     |
| Renaissance Zemamra           | 2   | 2019-                                                                                         |
| Amal Club de Belksiri         | 2   | 1985-1987                                                                                     |
| Charab Larache                | 2   | 1959-1961                                                                                     |
| JS de Kasbat Tadla            | 2   | 2010-2011, 2016-2017                                                                          |
| Rachad de Meknes              | 2   | 1957-1959                                                                                     |
| Raja d'Agadir                 | 2   | 1974-1975, 1982-1983                                                                          |
| Youssoufia de Rabat           | 2   | 1971-1973                                                                                     |
| Rachad Bernoussi              | 2   | 1992-1994                                                                                     |
| AS Barid de Rabat             | 1   | 1967-1968                                                                                     |
| AS de Tanger-Fès              | 1   | 1957-1958                                                                                     |
| AS Marrakech                  | 1   | 1957-1958                                                                                     |
| ASCOM                         | 1   | 1956-1957                                                                                     |
| Moghreb Sportif de Rabat      | 1   | 1963-1964                                                                                     |
| Mouloudia Club de Marrakech   | 1   | 1980-1981                                                                                     |
| Quartier Industriel           | 1   | 1956-1957                                                                                     |
| Club des Roches Noires        | 1   | 1956-1957                                                                                     |
| US Marocaine                  | 1   | 1956-1957                                                                                     |
| US Musulmane d'Oujda          | 1   | 1991-1992                                                                                     |

Hassania Agadir · Chabab Rif Al Hoceima · Renaissance de Berkane · Racing de Casablanca · Raja Casablanca · Wydad Casablanca · Difaa El Jadida · CA Khénifra · Olympique Khouribga · Kawkab Marrakech · Rapide Oued Zem · FAR Rabat · FUS de Rabat · Olympique Safi · Ittihad Tanger · Moghreb Athletic Tétouan
1956/57 · 1957/58 · 1958/59 · 1959/60 · 1960/61 · 1961/62 · 1962/63 · 1963/64 · 1964/65 · 1965/66 · 1966/67 · 1967/68 · 1968/69 · 1969/70 · 1970/71 · 1971/72 · 1972/73 · 1973/74 · 1974/75 · 1975/76 · 1976/77 · 1977/78 · 1978/79 · 1979/80 · 1980/81 · 1981/82 · 1982/83 · 1983/84 · 1984/85 · 1985/86 · 1986/87 · 1987/88 · 1988/89 · 1989/90 · 1990/91 · 1991/92 · 1992/93 · 1993/94 · 1994/95 · 1995/96 · 1996/97 · 1997/98 · 1998/99 · 1999/00 · 2000/01 · 2001/02 · 2002/03 · 2003/04 · 2004/05 · 2005/06 · 2006/07 · 2007/08 · 2008/09 · 2009/10 · 2010/11 · 2011/12 · 2012/13 · 2013/14 · 2014/15 · 2015/16 · 2016/17 · 2017/18 · 2018/19 · 2019/20 · 2020/21 · 2021/22 · 2022/23 · 2023/24